# Melanine

Chemische structuur van eumelanine

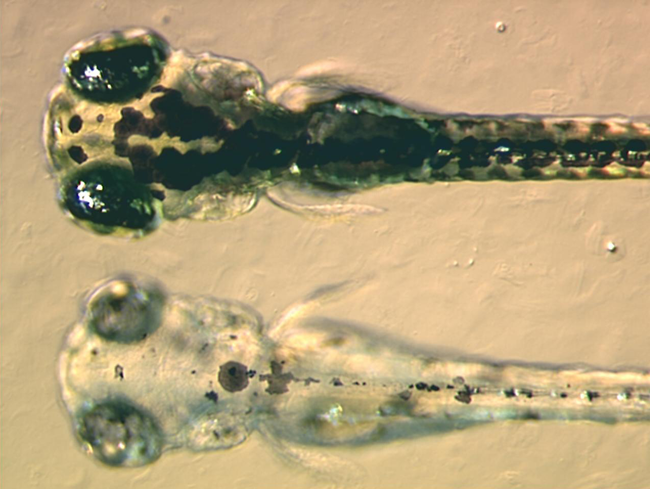
Twee jonge zebravissen, waarvan één albino, zonder pigment

Melanine is een biologisch pigment in de huid dat uit het aminozuur tyrosine wordt gevormd door melanocyten in een proces genaamd melanogenese. Melanocyten zijn cellen die in de kiemlaag van de huid liggen en worden aangemaakt in de basale laag van de opperhuid. Ze produceren deze stof in organellen (melanosomen) onder invloed van uv-straling en enkele stoffen zoals het melanocyt-stimulerend hormoon, een hormoon dat aangemaakt wordt door de adenohypofyse bij zwangere vrouwen (zwangerschapsmasker), tijdens de embryonale periode, bij heel jonge kinderen en bij bepaalde aandoeningen zoals melasma. De melanocyten geven de melanosomen gevuld met melanine op een nog onbekende manier (september 2021) via hun dendrieten af aan omliggende keratinocyten.

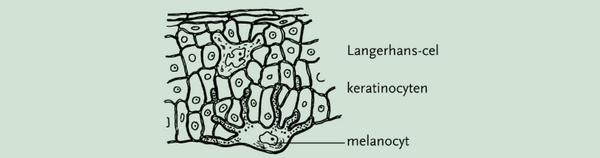
ligging melanocyten, keratinocyten en cellen van Langerhans

Nadat de melanine door de keratinocyten is opgenomen wordt het naar de bovenkant van de kern getransporteerd, waar het het genetisch materiaal (gedeeltelijk) beschermt tegen uv-straling. Dit voorkomt mutaties en eventueel kanker. Toch is een passende hoeveelheid uv-licht van groot belang voor de mens omdat in de huid, dankzij uv-straling, vitamine D wordt aangemaakt. 
Melaninepigmenten zijn complexe structuren waaraan allerlei antioxidanten verbonden kunnen zitten, zoals bètacaroteen en co-enzym Q10. Er worden minstens drie verschillende typen gevormd: de geelbruine eumelaninen, de meer roodachtige feomelaninen waarin ook zwavelbevattende stoffen gecomplexeerd zitten, en de glansrijke rode trichochromen die ook zwavel bevatten. 
Het aminozuur tyrosine wordt door het lichaam voor veel meer dan alleen melaninesynthese gebruikt en kan aldus gemakkelijk tekortschieten in de melaninevorming.
Melanine is samen met slijm het voornaamste ingrediënt in inktvisseninkt.
Melanine moet niet verward worden met melamine, een organische base en bestanddeel van kunstharsen, of met melatonine, een hormoon dat bij mensen in de epifyse (pijnappelklier) geproduceerd wordt en onder andere invloed heeft op het slaapritme.